# Пиварс, Инна Яновна
Инна Яновна Пиварс (род. 4 сентября, 1968, Рига) — российская актриса театра и кино, певица и солистка рок-группы «Inna Pivars & The Histriones». С 1990 года — актриса театра «Ленком».

## Биография

### Ранние годы
Родилась 4 сентября 1968 года в Риге (Латвия).
В детстве занималась лёгкой атлетикой, входила в группу юниоров-семиборок, выступала во взрослых соревнованиях. Потом увлеклась театром, играла в народном коллективе Дома офицеров. Вместе с народным коллективом она даже несколько раз ездила на гастроли. Спортивные тренировки она сочетала с репетициями в драмкружке.
Когда же пришло время выбирать между профессиональным спортом и искусством, выбрала искусство.
В 1990 году окончила ГИТИС (мастерская Б. Г. Голубовского). 

### Карьера
Её первый актёрский опыт начался с театра «Сатирикон», куда Пиварс попала благодаря Алле Сигаловой. Красивую и грациозную девушку взяли на роль пантеры Багиры в спектакль «Маугли». По словам многих коллег, молодая женщина безупречно, как никто другой, вписалась в этот образ.. В том же, 1990 году, Марк Захаров пригласил Инну Пиварс работать в «Ленком», на сцене которого актриса сыграла много интересных ролей. Роль Кончиты в легендарном спектакле «Юнона и Авось» Инна Пиварс исполняла бессменно 9 сезонов подряд.
В кино дебютировала в начале 1990-х годов, но играла в основном роли второго плана.
Ещё одним её увлечением является пение. В качестве вокалистки начинала в спектакле «Тиль» с музыкой и песнями Геннадия Гладкова, где познакомилась с участниками ансамбля «Дикие гитары». С этими музыкантами в 2011 году основала собственную рок-группу «Inna Pivars & The Tsoys». Сама тяготела к психоделии в духе «Velvet Underground» и Сида Баррета. Была женой режиссёра Александра Кайдановского, который пристрастил её к творчеству французского шансонье Сержа Генсбура.
В 2013 году группа «Inna Pivars & The Tsoys» выпустила дебютный альбом «The Haze Of Memories», в который вошли песни на английском, французском, русском и латышских языках. В 2015 году Союз Мьюзик выпустил второй альбом группы «Interstellar Omnibus» которая к тому времени стала называться Inna Pivars & The Histriones.
В настоящее время[какое?] группа ведёт активную концертную деятельность.

### Личная жизнь
Первый муж — актёр и режиссёр Александр Кайдановский.
Второй муж — Виктор Иванов (род. 1954) — постановщик трюков, каскадёр, режиссёр.
Сын — Максим (род. 8 января 2004)

## Работы

### Театр
Театр Сатирикон
- «Маугли» — Багира

Театр Ленком
- «Юнона и Авось » реж. Марк Захаров — Кончита
- «Тиль» — Неле
- «Жестокие игры» — Девушка, похожая на ангела
- «Поминальная молитва» — Годл, дочь
- «Школа для эмигрантов» — Мерелин
- «Бременские музыканты» — Атаманша
- «Чайка» — Маша
- «Варвар и еретик» — Марфа
- «Две женщины» — Лизавета Богдановна, Катя
- «Шут Балакирев» — фрейлина
- «Плач палача» — первая подруга Эвридики
- «Визит Дамы» — жена бургомистра

Антреприза
- «Семейная Идиллия» — Ирина
- «Коварство и Любовь» — леди Мильфорд

### Фильмография
- 1991 — Полтергейст-90 — Мария
- 1992 — Отражение в зеркале — Лена
- 1993 — Троцкий — Зина Седова
- 1996 — Карьера Артуро Уи. Новая версия — Докдейзи
- 2001 — Заговор генералов. Фильм 6 —
- 2001 — Марш Турецкого 2  — Штерн, сотрудница библиотеки
- 2001 — Я — кукла — Брюнетка в гостинице
- 2002 — Аптечный картель —
- 2002 — Марш Турецкого 3 — Марина, владелица аптечной сети, наркобаронша
- 2002 — Синоптик (короткометражный) —
- 2005 Чайка (фильм-спектакль) —
- 2006 — Завершение дела —
- 2007 — Закон и порядок: Отдел оперативных расследований −1 — Надя Волкова
- 2007 — Лузер — Нюра
- 2007 — Папины дочки — социальный работник
- 2008 — Цыганочка с выходом — Мадлен Жуйет
- 2009 — Чёрная Молния — женщина с коляской
- 2010 — Адвокатессы — прокурор
- 2010 — Побег — Малышева
- 2010 — Погоня за тенью — Мигалина
- 2010 — Сивый мерин — Женя Молина, жена Кораблёва
- 2011— Чёрные волки — мать маленького Сикоры
- 2011 — Каменская 6 — прокурор
- 2011 — Побег 2 — Малышева
- 2011 — Черные волки — мать Сикоры
- 2016 — Адвокат 6 — дочь профессора
- 2016 — Трасса смерти — докторша
- 2021— Кулагины — Кристина